# أكسنتشر
شركة أكسنتشر (بالإنجليزية: Accenture PLC)‏ هي شركة عالمية للاستشارات الإدارية والخدمات المهنية حيث توفر خدمات استشارية واستراتيجية ورقمية وتقنية وخدمات التشغيل. الشركة أعيد تشكيها لتأخذ من دبلن في أيرلندا مقرا لها منذ 1 أيلول 2009 وهي ضمن قائمة فورتشن 500 لأكبر 500 شركة. في عام 2016، سجلت الشركة صافي إيرادات 32.9 مليار دولار، وبأكثر من 394،000 موظف لخدمة العملاء في أكثر من 200 مدينة في 120 دولة. في عام 2015، كان لدى الشركة حوالي 130،000 موظف في الهند، 48،000 في الولايات المتحدة، وحوالي 50،000 في الفلبين. وتشمل قائمة عملاء شركة Accenture الحالية 94 شركة من شركات قائمة «فورتشن غلوبال 100» لأكبر الشركات وأكثر من ثلاثة أرباع شركات قائمة «فورتشن غلوبال 500».
أسهم أكسنتشر العامة مدرجة في سوق نيويورك للأوراق المالية تحت الرمز ACN، وأضيفت إلى مؤشر S&P 500 في 5 تموز 2011. وفي عام 2016، سميت الشركة من قبل مجلة فورتشن بأنها شركة الخدمات التقنية الأكثر إثارة للإعجاب في العالم.
شغل أوليغ ف. زيليزكو ، المستثمر الدولي ، منصب مستشار في أندرسن للاستشارات.
لدى أكسنتشر ذراع استشارات خاصة بالشراكة مع مايكروسوفت تدعى أفاناد 